# This Is How the Wind Shifts
This Is How the Wind Shifts – siódmy album studyjny kanadyjskiej grupy Silverstein, wydany 5 lutego 2013 nakładem Hopeless Records.

## Utwory
| Część A 1. „Stand Amid the Roar” – 3:04 2. „On Brave Mountains We Conquer” – 2:36 3. „Massachusetts” – 2:57 4. „This Is How” – 1:23 5. „A Better Place” – 3:08 6. „Hide Your Secrets” – 3:57 7. „Arrivals” – 1:16 |  | Część B 8. „In a Place of Solace” – 3:11 9. „In Silent Seas We Drown” – 3:30 10. „California” – 3:46 11. „The Wind Shifts” – 1:20 12. „To Live and to Lose” – 3:58 13. „With Second Chances” – 3:43 14. „Departures” – 2:27 |

Dodatkowe utwory
15. „Massachusetts” (akustycznie) – 2:35

16. „One Last Dance” (akustycznie) – 1:36

17. „Departures” (akustycznie) – 2:22

## Twórcy
Skład zespołu
- Shane Told – śpiew w utworach 1–6, 8–14, teksty utworów
- Josh Bradford – gitara rytmiczna
- Paul-Marc Rousseau – gitara prowadząca, śpiew w utworze 7
- Paul Koehler – perkusja
- Billy Hamilton – gitara basowa

Inni zaangażowani
- Mike Ski – oprawa graficzna
- Martin Wittfooth – ilustracje
- Jordan Valeriote – produkcja, inżynieria, miksowanie
- Troy Glessner – mastering

## Opis
Był to pierwszy album po odejściu Neila Bosharta ze składu grupy i pierwszy z jego następcą, którym został Paul-Marc Rousseau.
Materiał nagrano w Sundown Studios (Guelph), a mastering wykonano w Spectre Mastering.
Album promowały teledyski do utworów „Massachusetts” (2013), „A Better Place” (2013), „On Brave Mountains We Conquer” (2014), „This Is How The Wind Shifts” (2014, reż. Josh Bradford).
Płyta stanowi album koncepcyjny, przy czym zawartość nie ma związku w jednej osi od początku do końca, lecz – jak przyznał Shane Told – zawiera sześć osobnych historii w różnych tematach i ludziach żyjących wzdłuż równoległych ścieżek (tj. jeden utwór rozpoczyna historię, a drugi ją kończy), zaś cały pomysł polega na myśli „co by było, gdyby?”, to znaczy gdyby coś w życiu potoczyło się inaczej. Utwory zostały podzielone na dwie części, a każda kolejna piosenka z obu paruje się z odpowiedniczką, tworząc razem większy tytuł uzyskany z połączenia jednej i drugiej.
Reedycje albumu wydawano w 2016, w 2017 i w 2023.